# Abacetus brunneus
Abacetus brunneus es una especie de escarabajo terrestre de la subfamilia Pterostichinae.  Fue descrito por Straneo en 1939. 